# 1093 (numero)
Millenovantatré (1093) è il numero naturale dopo il 1092 e prima del 1094.

## Proprietà matematiche
- È un numero dispari.
- È un numero primo.
  - È un numero primo gemello (con 1091).
- È un numero difettivo.
- È un numero stellato.
- È un numero felice.
- È un numero fortunato.
- È un numero nontotiente in quanto dispari e diverso da 1.
- È un numero congruente.
- È un numero intero privo di quadrati.
- È un numero malvagio.
- È un numero palindromo e un numero a cifra ripetuta nel sistema di numerazione posizionale a base 3 (1111111).
- È somma delle prime 7 potenze di 3: {\displaystyle 1093=3^{0}+3^{1}+3^{2}+3^{3}+3^{4}+3^{5}+3^{6}}
- È parte delle terne pitagoriche (132, 1085, 1093), (1093, 597324, 597325).

## Astronomia
- 1093 Freda è un asteroide della fascia principale del sistema solare.
- NGC 1093 è una galassia nella costellazione del Triangolo.
- IC 1093 è una galassia nella costellazione di Boote.

## Astronautica
- Cosmos 1093 è un satellite artificiale russo.